# Estação Uruguaiana / Centro
Uruguaiana / Centro é uma estação de metrô do Rio de Janeiro.

## História
Os primeiros projetos para uma estação nas proximidades da Rua Uruguaiana surgiram no final dos anos 1960, sendo parte da "Linha Prioritária" do metrô (Praça Sáenz Peña - Praça Nossa Senhora da Paz). Apesar do projeto, suas obras foram iniciadas em fevereiro de 1973 com a desapropriação de 7300 metros quadrados, compreendendo cinquenta e cinco imóveis comerciais e residenciais em dois quarteirões, incluindo uma agência em construção do Banco do Estado da Guanabara (BEG) e um edifício do Instituto Nacional de Previdência Social. As desapropriações provocaram reações negativas, com o impacto gerado pelo fechamento de dezenas de estabelecimentos comerciais nos arredores da Rua Uruguaiana. O impacto negativo das demolições seguiu juntamente com as obras por toda a década de 1970, com o então diretor de operações do metrô Fernando Mac Dowell tendo declarado em 1979 que a Cia. do Metropolitano estudava a construção de um centro comercial nos terrenos desapropriados ao lado da estação.
As obras da estação foram incluídas no Lote 3 do projeto do metrô, sendo contratadas em janeiro de 1974 junto às empresas Engenharia, Comercio e Indústria S.A. (ECISA) e Escritório de Construções e Engenharia Limitada S.A. (ECEL) em janeiro de 1974 pelo valor de 93,3 milhões de cruzeiros. A previsão de entrega da estação foi estimada para meados de 1977 e havia a previsão da estação atender a 300 mil pessoas por dia. Atrasos nas obras fizeram com que a Cia. do Metropolitano alterasse a inauguração para outubro de 1979. Apesar da liberação de onze bilhões de cruzeiros pelo governo federal em 1978, as obras do metrô continuaram atrasadas. Em maio de 1979, a empresa ECISA anunciou que a Cia. do Metropolitano ainda não havia efetuado os pagamentos de obras referentes ao mês de janeiro daquele ano, no valor de 50 milhões de cruzeiros. Com isso, as obras da estação acabaram novamente atrasadas até o pagamento dos débitos.
A estação Uruguaiana foi inaugurada inacabada em 5 de março de 1980 juntamente com a Estação Estácio. 

## Toponímia
A estação foi batizada uruguaiana por ser localizada na rua homônima. A rua recebeu o nome "uruguaiana" em 1865 após a vitória brasileira no Cerco de Uruguaiana, parte da Guerra do Paraguai.
Em 01 de novembro de 2019 o governador Wilson Witzel promulgou a Lei Ordinária 8 599, rebatizando o nome oficial da estação em homenagem ao engenheiro e ex-vice-prefeito da cidade do Rio de Janeiro Fernando Mac Dowell. A concessionária nunca adotou este nome na comunicação visual da estação e nos mapas.
Em agosto de 2022, a estação foi renomeada de "Uruguaiana" para "Uruguaiana / Centro", ocasião em que as estações ganharam sufixos com os nomes dos bairros em que se localizam.

## Tabelas
| Sigla | Estação             | Inauguração | Capacidade | Integração | Plataformas | Posição     | Notas            |
| ----- | ------------------- | ----------- | ---------- | ---------- | ----------- | ----------- | ---------------- |
| URG   | Uruguaiana / Centro | 1980        |            |            | Laterais    | Subterrânea | Estação em curva |